# Lorena Gale
Pour les articles homonymes, voir Gale (homonymie).
Lorena Gale (9 mai 1958 - 21 juin 2009) était une actrice et dramaturge canadienne.

## Biographie
Diplômée en 1977 du Collège Marianapolis de Montréal, Lorena Gale étudie à l'École nationale de théâtre et suit un cours de six mois à New York auprès de Paul Mann (en), un répétiteur de théâtre noir. Elle fait ses débuts sur scène en 1984, dans le rôle de Puck dans A Midsummer Night's Dream, une production du Geordie Theatre, à Montréal. Après une saison au Festival Shaw, elle devient directrice artistique du Black Theatre workshop de Montréal en 1985. Elle y étudie également l'écriture dramatique au Playwrights'workshop Montréal. En 2005, elle obtient une maîtrise en arts de la faculté de formation générale continue de l'Université Simon Fraser. 
Elle est surtout connue pour avoir interprété la grande prêtresse Elosha dans la série télévisée de Battlestar Galactica, de 2004 à 2008. On a aussi pu remarquer sa présence dans quelques épisodes de la série X-Files, aux frontières du réel, Au-delà du réel, Smallville et plus récemment dans Les 4400. La comédienne a également tourné dans bon nombre de téléfilms et de productions cinématographiques telles que Halloween : Résurrection (2002), Les Chroniques de Riddick (2004), L'Effet papillon (2004) ou encore Horribilis (2006). 
Elle est décédée en 2009 des suites d'un cancer.

## Filmographie

### Cinéma
- 1982 : Terreur à l'hôpital central : L'infirmière
- 1984 : L'hôtel New Hampshire : Dark Inge
- 1985 : Discussions in Bioethics : A Chronic Problem
- 1987 : Wild Thing : Scooter
- 1989 : Cousins : La représentante en cosmétiques
- 1989 : La Mouche 2 : La femme
- 1992 : Farther West
- 1996 : Le Berceau de la vengeance (Maternal Instincts) : Anita
- 1999 : American Dragons : Capitaine Talman
- 2000 : Jour blanc
- 2000 : Screwed : Angry Momma
- 2001 : Va te faire voir Freddy! : La psychologue/travailleuse sociale
- 2002 : Halloween 8 : Résurrection : Infirmière Wells
- 2003 : Cody Banks, agent secret : La serveuse
- 2004 : L'Effet papillon : Mrs. Boswell
- 2004 : The Perfect Score : Proctor
- 2004 : Les Chroniques de Riddick : La Ministre de la Défense
- 2005 : Leçons de vie : Matilda Smith
- 2005 : Bob le majordome (Bob the Butler) : Dr Wilma
- 2005 : Les Quatre fantastiques : La dame dans la voiture
- 2005 : L'Exorcisme d'Emily Rose : Jury Foreman
- 2005 : Neverwas : Judy
- 2006 : The Foursome (en) : Marjorie
- 2006 : Horribilis : Janene
- 2007 : Nos souvenirs brûlés
- 2008 : Trahison
- 2008 : X-Files : Régénération : Docteur
- 2008 : Another Cinderella Story : Helga
- 2008 : Le Jour où la Terre s'arrêta : La scientifique

### Télévision

#### Téléfilm
- 1986 : Les Choix de vie : L'employée de la clinique
- 1986 : Un long chemin : Gloria
- 1986 : P.T. Barnum : Joyce Heth
- 1987 : The Liberators : La mère d'Emily
- 1987 : The Return of the Shaggy Dog (en) : L'officier
- 1988 : God Bless the Child : Rosalie Davis
- 1989 : I Love You Perfect : L'infirmière
- 1991 : La Vengeance d'une mère (A Mother's Justice) : Janet
- 1992 : Sarah et Julie n'en font qu'à leur tête : La serveuse
- 1993 : Dying to Remember
- 1994 : Au nom de la vérité (The Disappearance of Vonnie) : Orkin
- 1994 : Betrayal of Trust : Donna
- 1994 : Ernest Goes to School (en) : La prof d'histoire
- 1995 : Les Galons du silence : Sgt. Wilson
- 1995 : Ma fille en danger (Fighting for My Daughter) : Nancy
- 1995 : Le Tueur de Blue Lake : Dakota Peal
- 1995 : Broken Trust : Carole Benisek
- 1995 : La Part du mensonge : Brenda
- 1995 : Jack Reed - Les Contes meurtriers : Anne Kefler
- 1995 : Ebbie (en) : Rita/Le fantôme du Noël présent
- 1996 : Kidz in the Wood (en) : La mère Foster
- 1997 : Double écho (Echo) : L'infirmière
- 1997 : Le Réveil du volcan : Eve
- 1997 : Married to a Stranger (en) : Jerry
- 1997 : La Trahison du père
- 1997 : Ellen Foster
- 1998 : Un mariage de convenances (A Marriage of Convenience) : Le juge Edwards
- 1999 : Zenon, la fille du 21e siècle (Zenon: Girl of the 21st Century) : Mrs. Ready
- 1999 : Behind the Mask : Mrs. Flowers
- 1999 : Our Guys : Outrage at Glen Ridge : Mrs. Brewer
- 1999 : P. T. Barnum : Joyce Heth
- 2000 : Runaway Virus
- 2000 : Love Lessons
- 2000 : Holiday Heart (en) : Mrs. Owens
- 2001 : La Fille du Père Noël : Ms. Lily
- 2002 : Une question de courage : La directrice de l'hôpital
- 2002 : Shadow Realm : D. A. Clarkson
- 2002 : Apparitions : La grand-mère de Midge
- 2002 : Le Fils du Père Noël : Ms. Lange
- 2003 : Jinnah: On Crime - White Knight, Black Widow : Karen
- 2004 : Magnitude 10,5 : La géologue
- 2004 : Prémonitions : Gloria Smith
- 2004 : The Survivors Club (en) : Marcy Morelli
- 2005 : Intelligence : Nathan
- 2006 : Pour sauver ma fille : Alix Hart
- 2006 : La Légende de Santa Senara (The mermaid chair) : Hepzibah
- 2006 : Behind the Camera: The Unauthorized Story of 'Diff'rent Strokes' : Sue Coleman
- 2007 : Mélodie d'un soir : Aveva Marley
- 2009 : Mistresses : L'infirmière
- 2009 : Scooby Doo! The Mystery Begins : La bibliothécaire

#### Série télévisée
- 1988 : CBS Summer Playhouse (1 épisode) : Mona Haynes
- 1989 : The Beachcombers (en) (1 épisode) : La reporter
- 1990 : Le ranch de l'espoir (1 épisode) : Sherry
- 1990 : 21 Jump Street (1 épisode) : Pam
- 1991 : L'as de la crime (1 épisode) : Leona Rice
- 1993 : Highlander (1 épisode) : La femme
- 1993 : X-Files, aux frontières du réel (saison 1, épisode L'Ombre de la mort) : Ellen Bledsoe
- 1994 : M.A.N.T.I.S. (3 épisodes) : Lynette
- 1994 : X-Files, aux frontières du réel (saison 2, épisode Coma) : l'infirmière Wilkins
- 1997 : Seinfeld (épisode : Vivement l’an 2000) : Dr Patricia Moss
- 1997 : X-Files, aux frontières du réel (saison 4, épisode Amour fou) : l'avocate
- 1998 : Au-delà du réel (1 épisode) : Docteur
- 1998 : The Sentinel (1 épisode) : Maggie Chandler
- 1998 : First Wave (1 épisode) : Alice Gundry
- 1999 : Au-delà du réel (1 épisode) : Membre du congrès
- 1999 : Sept jours pour agir (1 épisode) : Madame Marie
- 2000 : Caitlin Montana (1 épisode) : Juge Kendall
- 2000 : Mysterious Ways : Les Chemins de l'étrange (1 épisode) : La femme au foyer
- 2000 : Stargate SG-1 (1 épisode) : Curator
- 2001 : Cold Squad, brigade spéciale (1 épisode) : La psychiatre
- 2001 : Dark Angel (1 épisode) : Professeur
- 2003 : Just Cause (1 épisode) : Ms. Franklin
- 2003 : Dead Zone (1 épisode) : Rose Lewis
- 2003 - 2004 : Smallville : Dr Claire Foster
- 2003 - 2008 : Battlestar Galactica : Elosha
- 2004 : Kingdom Hospital (2 épisodes) : Technicienne MRI
- 2006 : Supernatural (1 épisode) : Landlady
- 2006 : Saved (2 épisodes) : Winnie
- 2006 : The L Word (1 épisode) : Delores
- 2006 : The Evidence (1 épisode) : Agent Fisher
- 2007 : Sanctuary (1 épisode) : L'infirmière
- 2007 : Bionic Woman (1 épisode) : Mrs. Buezy
- 2007 : Les 4400 (1 épisode) : Cora Tomkins
- 2007 : Aliens in America (1 épisode) : Helen
- 2007 : Masters of Science Fiction (1 épisode) : Mary
- 2008 : The Middleman (1 épisode) : Mrs. Johnston